# Газнанов, Минияр Бахтиевич
Минияр Бахтиевич Газнанов (баш. Миңлейәр Бәхти улы Ғазнанов) (25.12.1926, 25 декабря 1926 года д. Малые Каркалы Белебеевского кантона БАССР (сейчас Миякинский район РБ) — 25.11.1999, Уфа) — советский партийный и государственный деятель. В 1979 — 1984 годах - министр пищевой промышленности БАССР.
Депутат ВС БАССР 6,7,8,9,10-го созывов.

## Образование
УНИ (1954)

## Основные вехи трудовой биографии
1954—1958 — нефтепромысловое управление «Ишимбайнефть»
1958—1962 — заместитель министра жилищно-коммунального хозяйства Башкирской АССР, начальник отдела газификации республики.
1962—1965 — первый секретарь Туймазинского городского комитета КПСС
1965—1979 — первый секретарь Ишимбайского городского комитета КПСС
1979—1984 — министр пищевой промышленности БАССР.

## Награды
Орден Ленина (1973), Трудового Красного Знамени (1966,1971,1976), медали.

## Оценка деятельности
«При участии Газнанова проведено освоение и обустройство Ишимбайского и Туймазинского нефтяных месторождений» (Башкирская энциклопедия, 2006).